# Emmanuel Lubezki
Emmanuel Lubezki (* 30. listopadu 1964 Ciudad de México) je mexický kameraman.
Narodil se do židovské rodiny. Jeho babička se zde usadila poté, co během Říjnové revoluce uprchla z Ruska. Jeho otcem byl herec Muni Lubezki. Emmanuel Lubezki studoval na Centro Universitario de Estudios Cinematográficos, kde se setkal se svými pozdějšími spolupracovníky Alejandrem Gonzálezem Iñárritu a Alfonsem Cuarónem.
Pro film začal pracovat již v osmdesátých letech, avšak první větší projekty přišly až v následující dekádě. Za svou práci na filmu Gravitace (2013) získal Oscara za nejlepší kameru. Stejné ocenění získal za filmy Birdman (2014) a Revenant Zmrtvýchvstání (2015). Stal se tak první osobou, která toto ocenění získala třikrát v řadě. Již dříve byl na cenu pětkrát neúspěšně nominován. Mezi další filmy, na nichž se jako kameraman podílel, patří například Mexická jízda (2001), Zabiji Nixona (2004) a Po přečtení spalte (2008).